# Gerrit IJsselstein
Gerrit (Gijs) IJsselstein (Leeuwarden, 27 februari 1916 — Den Haag, 27 juli 2004) was een Nederlandse opperofficier der Intendance van de Koninklijke Landmacht.

## Levensloop
IJsselstein begon in 1935 zijn militaire opleiding bij het wapen der Infanterie op de school voor Reserve Officieren. In 1938 ging hij over in actieve dienst en vocht in de dagen van mei 1940 aan de Maas bij Venlo. Tussen mei 1942 en 29 mei 1945 verbleef hij in Duitse krijgsgevangenenschap. Tussen september 1946 en oktober 1949 vocht hij in Indonesië. Na een opleiding aan de Hogere Krijgsschool vervulde hij diverse functies op de Landmachtstaf en op 1 september 1967 werd hij Souschef Plannen. Na zijn bevordering tot brigadegeneraal op 1 maart 1968 volgde zijn bevordering tot generaal-majoor en de benoeming tot plaatsvervangend chef van de Generale Staf. Op 1 januari 1972 volgde zijn benoeming tot chef Generale Staf tevens bevelhebber der Landstrijdkrachten. Een jaar later stapte IJsselstein op als BLS als gevolg van de Generaalsruzie.

## Onderscheidingen
Luitenant-generaal IJsselstein had tijdens zijn militaire carrière een tal van onderscheidingen uitgereikt gekregen.
De dapperheidsonderscheiding Bronzen Kruis viel hem ten deel als reserve tweede luitenant der infanterie, verdiend tijdens de gevechten te Blerick bij de defensie van de Maas aldaar op 10 mei 1940. 
- Commandeur in de Orde van Oranje-Nassau met de Zwaarden.
- Ridder in de Orde van de Nederlandse Leeuw.
- Officier in de Orde van Oranje-Nassau met de Zwaarden.
- Het Bronzen Kruis.
- Oorlogsherinneringskruis met gesp.
- Ereteken voor Orde en Vrede met 4 gespen.
- Officierskruis, met cijfer XXV
- en nog een hoge buitenlandse onderscheiding.